# Vulturnus pellucidus
Vulturnus pellucidus är en insektsart som beskrevs av Evans 1972. Vulturnus pellucidus ingår i släktet Vulturnus och familjen dvärgstritar. Inga underarter finns listade i Catalogue of Life.